# Лугарєв Назарій Олексійович
Назарій Олексійович Лугарєв (30 липня 1990, м. Івано-Франківськ — 7 грудня 2022, Гуляйполе) — головний сержант 1-го стрілецького взводу 2-ої стрілецької роти 78-го окремого батальйону 102-ої окремої бригади.

## Життєпис
30 липня 1990, м. Івано-Франківськ.
Навчався у ліцеї № 16 Івано-Франківської міської ради, після закінчення якого вступив до вищого професійного училища № 21 міста Івано-Франківська.
Долучився до «Пласту» у 2005 році. У старшопластунстві був виховником куреня «Лісові Чорти». Тоді ж взяв собі новий позивний — Вертихвіст.
Вивчав політологію у Прикарпатському університеті імені Василя Стефаника.
З 2011 по 2012 роки проходив строкову службу в 95 окремій аеромобільній бригаді.
З 2013 року, після строкової служби, служив за контрактом і брав участь в бойових діях на Сході України. Брав участь у бойових діях на сході України, був ветераном АТО, прослужив 5 років.
З 2018-го року був головою Пласту в Івано-Франківську.
Навчаючись на 2-му курсі магістерської програми «Політологія», виборов перемогу (20 місце серед 93 учасників) у конкурсі стипендіальної програми «Завтра. UA» за наукову роботу «Національна скаутська організація „Пласт“ у процесі державотворення в Україні».
Головний сержант 1-го стрілецького взводу 2-ої стрілецької роти 78-го окремого батальйону 102-ої окремої бригади ТрО імені полковника Дмитра Вітовського.

## Загибель
Загинув разом з двома побратимами зі своєї роти під час виконання бойового завдання поблизу села Дорожнянка поблизу Гуляйполя Запорізької області від мінометного обстрілу.
Залишилися дружина Мар'яна та син Данило.
Похований разом з побратимами Артуром Грималюком, Ігорем Сабадахом та Ігорем Гойванюком на Алеї героїв у Чукалівці 12 грудня 2022 року.

## Нагороди
- відзнака міського голови м. Івано-Франківська «За честь і звитягу» ІІ ступеня[9].
- почесний громадянин Івано-Франківська[10].